# Bahnstrecke Everett–Saugus–West Lynn
| |                      |                                    |                                    |
| Streckenlänge: | 15,77 km             |                                    |                                    |
| Spurweite: | 1435 mm (Normalspur) |                                    |                                    |
| Zweigleisigkeit: | gesamte Strecke      |                                    |                                    |
| |                      |                                    |                                    |
| \| \| \| von Boston \| \| \| \| 0,00 \| Everett MA (früher Everett Jct.) \| Everett MA (früher Everett Jct.) \| \| \| \| nach Revere \| \| \| \| 0,64 \| West Street \| West Street \| \| \| \| \| \| \| \| 1,45 \| West Everett MA \| West Everett MA \| \| \| \| von Boston \| \| \| \| \| Edgeworth MA \| \| \| \| \| Strecke bis 1855 \| \| \| \| \| nach Wilmington Junction \| \| \| \| 2,24 \| Bell Rock \| Bell Rock \| \| \| \| Straßenbahn Boston–Malden Center \| \| \| \| 3,49 \| Malden MA \| Malden MA \| \| \| 4,33 \| Faulkner Street \| Faulkner Street \| \| \| 5,20 \| Maplewood Street \| Maplewood Street \| \| \| \| Straßenbahn Boston–Malden Broadway \| \| \| \| 5,75 \| Broadway \| Broadway \| \| \| 6,95 \| Linden MA \| Linden MA \| \| \| \| Straßenbahn Malden–Saugus \| \| \| \| 8,34 \| Franklin Park \| Franklin Park \| \| \| 9,16 \| Cliftondale MA \| Cliftondale MA \| \| \| 9,95 \| Pleasant Hill \| Pleasant Hill \| \| \| \| Straßenbahn Woburn–Marblehead \| \| \| \| 11,01 \| Saugus MA \| Saugus MA \| \| \| \| Saugus River \| \| \| \| 12,67 \| East Saugus MA \| East Saugus MA \| \| \| \| Straßenbahn Woburn–Marblehead \| \| \| \| 13,53 \| Raddin \| Raddin \| \| \| \| Straßenbahn Woburn–Marblehead \| \| \| \| 14,55 \| Lynn MA Common \| Lynn MA Common \| \| \| \| Straßenbahn Boston–Salem \| \| \| \| \| Straßenbahn Woburn–Marblehead \| \| \| \| \| von East Boston \| \| \| \| 15,77 \| West Lynn MA \| West Lynn MA \| \| \| \| nach Portsmouth \| \| |                      |                                    |                                    |
| Strecke |                      | von Boston                         | von Boston                         |
| Dienststation / Betriebs- oder Güterbahnhof | 0,00                 | Everett MA (früher Everett Jct.)   | Everett MA (früher Everett Jct.)   |
| Abzweig geradeaus und nach rechts |                      | nach Revere                        | nach Revere                        |
| Dienststation / Betriebs- oder Güterbahnhof | 0,64                 | West Street                        | West Street                        |
| |                      |                                    |                                    |
| Haltepunkt / Haltestelle (Strecke außer Betrieb) | 1,45                 | West Everett MA                    | West Everett MA                    |
| Strecke (außer Betrieb) · Strecke von links |                      | von Boston                         | von Boston                         |
| Strecke (außer Betrieb) · Dienststation / Betriebs- oder Güterbahnhof |                      | Edgeworth MA                       | Edgeworth MA                       |
| Abzweig geradeaus und von links (Strecke außer Betrieb) · Abzweig geradeaus und ehemals nach rechts |                      | Strecke bis 1855                   | Strecke bis 1855                   |
| Strecke (außer Betrieb) · Strecke nach links |                      | nach Wilmington Junction           | nach Wilmington Junction           |
| Bahnhof (Strecke außer Betrieb) | 2,24                 | Bell Rock                          | Bell Rock                          |
| Kreuzung (Strecken außer Betrieb) |                      | Straßenbahn Boston–Malden Center   | Straßenbahn Boston–Malden Center   |
| Bahnhof (Strecke außer Betrieb) | 3,49                 | Malden MA                          | Malden MA                          |
| Haltepunkt / Haltestelle (Strecke außer Betrieb) | 4,33                 | Faulkner Street                    | Faulkner Street                    |
| Bahnhof (Strecke außer Betrieb) | 5,20                 | Maplewood Street                   | Maplewood Street                   |
| Kreuzung (Strecken außer Betrieb) |                      | Straßenbahn Boston–Malden Broadway | Straßenbahn Boston–Malden Broadway |
| Haltepunkt / Haltestelle (Strecke außer Betrieb) | 5,75                 | Broadway                           | Broadway                           |
| Bahnhof (Strecke außer Betrieb) | 6,95                 | Linden MA                          | Linden MA                          |
| Kreuzung (Strecken außer Betrieb) |                      | Straßenbahn Malden–Saugus          | Straßenbahn Malden–Saugus          |
| Haltepunkt / Haltestelle (Strecke außer Betrieb) | 8,34                 | Franklin Park                      | Franklin Park                      |
| Bahnhof (Strecke außer Betrieb) | 9,16                 | Cliftondale MA                     | Cliftondale MA                     |
| Haltepunkt / Haltestelle (Strecke außer Betrieb) | 9,95                 | Pleasant Hill                      | Pleasant Hill                      |
| Kreuzung (Strecken außer Betrieb) |                      | Straßenbahn Woburn–Marblehead      | Straßenbahn Woburn–Marblehead      |
| Bahnhof (Strecke außer Betrieb) | 11,01                | Saugus MA                          | Saugus MA                          |
| Brücke über Wasserlauf (Strecke außer Betrieb) |                      | Saugus River                       | Saugus River                       |
| Bahnhof (Strecke außer Betrieb) | 12,67                | East Saugus MA                     | East Saugus MA                     |
| Kreuzung (Strecken außer Betrieb) |                      | Straßenbahn Woburn–Marblehead      | Straßenbahn Woburn–Marblehead      |
| Haltepunkt / Haltestelle (Strecke außer Betrieb) | 13,53                | Raddin                             | Raddin                             |
| Kreuzung (Strecken außer Betrieb) |                      | Straßenbahn Woburn–Marblehead      | Straßenbahn Woburn–Marblehead      |
| Haltepunkt / Haltestelle (Strecke außer Betrieb) | 14,55                | Lynn MA Common                     | Lynn MA Common                     |
| Kreuzung (Strecken außer Betrieb) |                      | Straßenbahn Boston–Salem           | Straßenbahn Boston–Salem           |
| Kreuzung (Strecken außer Betrieb) |                      | Straßenbahn Woburn–Marblehead      | Straßenbahn Woburn–Marblehead      |
| Abzweig ehemals geradeaus und von rechts |                      | von East Boston                    | von East Boston                    |
| Dienststation / Betriebs- oder Güterbahnhof | 15,77                | West Lynn MA                       | West Lynn MA                       |
| Strecke |                      | nach Portsmouth                    | nach Portsmouth                    |

Die Bahnstrecke Everett–Saugus–West Lynn ist eine Eisenbahnstrecke in Massachusetts (Vereinigte Staaten). Die Strecke ist knapp 16 Kilometer lang und band die Städte Malden und Saugus an die Hauptstrecke Boston–Portsmouth an. Die Strecke ist größtenteils stillgelegt. Ein kurzer Abschnitt in Everett wird noch im Güterverkehr durch die Pan Am Railways bedient, die jedoch nur ein Mitbenutzungsrecht hat. Eigentümer der gesamten Strecke ist die Massachusetts Bay Transportation Authority (MBTA). 

## Geschichte
Mit der Eröffnung der Bahnstrecken nach Portsmouth durch die Eastern Railroad und Wilmington durch die Boston and Maine Railroad in den 1840er Jahren war die Stadt Saugus ohne Eisenbahnanschluss geblieben und die Stadt Malden wurde nur von den weit vom Stadtzentrum entfernten Bahnhöfen Malden und Edgeworth an der Strecke der Boston&Maine erschlossen. 1848 gründete man daher die Saugus Branch Railroad, die eine Bahnstrecke von Lynn durch Saugus und Malden zur Strecke der Boston&Maine bauen wollte. Der Anschluss an die Boston&Maine wurde am Bahnhof Edgeworth hergestellt. Die Strecke ging im Februar 1853 in Betrieb. Da die Eastern Railroad befürchtete, dass die Boston&Maine die Strecke übernehmen und so ebenfalls Züge nach Lynn anbieten könnte, kaufte sie 1855 die Bahngesellschaft und die Strecke auf. Im Oktober des Jahres wurde die Verbindung zwischen Bell Rock und Edgeworth stillgelegt und abgebaut und stattdessen die Strecke nach Everett verlängert, wo sie auf die im Vorjahr eröffnete Bahnstrecke Boston–Revere traf. Das Trassee der alten Strecke nach Edgeworth ist noch heute sichtbar.
Ab 1884 betrieb dennoch die Boston&Maine die Strecke, nachdem sie die Eastern Railroad übernommen hatte. Die Bahngesellschaft baute die Strecke 1892 zweigleisig aus. Der Personenverkehr war dicht, 18 Zugpaare fuhren im Jahr 1893 an Werktagen über die Strecke. Die Züge fuhren normalerweise von Boston über Saugus nach Lynn und teilweise weiter nach Norden. Nachdem um die Jahrhundertwende mehrere Straßenbahnstrecken eröffnet wurden, die Malden und Saugus erschlossen und ebenfalls nach Boston und Lynn führten, nahm der Personenverkehr auf der Strecke ab. Im Mai 1958 wurde der Personenverkehr eingestellt und kurz darauf das zweite Gleis auf einem Großteil der Strecke abgebaut. 1976 übernahm die Massachusetts Bay Transportation Authority (MBTA) die Strecke von der Boston&Maine, benutzte sie jedoch selbst nicht. Der Güterverkehr wurde durch die Boston&Maine fortgesetzt, endete zwischen Linden und West Lynn jedoch 1993, woraufhin die Gleise teilweise entfernt wurden. 1983 übernahm die Guilford Transportation, die seit 2006 unter dem Namen Pan Am Railways firmiert, die Boston&Maine. 1994 endete der Güterverkehr auch zwischen der West Street in Everett und Linden. Erst Anfang des 21. Jahrhunderts wurde die Strecke zwischen West Street und West Lynn offiziell stillgelegt. Die Gleise liegen noch bis kurz vor Bell Rock.

## Streckenbeschreibung
Die Strecke führt größtenteils durch bebautes Gebiet der Städte Everett, Malden, Saugus und Lynn. Da die Bahnstrecke noch bis in 1990er Jahre genutzt wurde, ist die Trasse dennoch größtenteils erhalten. An vielen Stellen wurden nach der Stilllegung Parkplätze auf der Bahnstrecke errichtet. Sie zweigt in Everett aus der Bahnstrecke Boston–Revere ab und führt zunächst nach Norden. Nahe dem früheren Haltepunkt an der West Street werden noch einzelne Güterkunden bedient. Die stillgelegte Trasse biegt bei Bell Rock in Richtung Osten ab und führt kurvenreich über Saugus und Lynn Common nach West Lynn, wo sie in die Bahnstrecke East Boston–Portsmouth einmündet. Auf der Strecke zwischen Bell Rock und West Lynn befanden sich auf acht Bahnübergängen Gleiskreuzungen mit verschiedenen Straßenbahnstrecken.